# Times Like These (песня Эддисон Рей)
«Times Like These» (с англ. — «Такие времена») — песня американской певицы Эддисон Рэй из её дебютного студийного альбома Addison, выпущенного на Columbia Records и As Long As I’m Dancing LLC 6 июня 2025 года. Это трип-хоп трек, написанный Рэй и её продюсерами, Эльвирой Андерфьерд и Лукой Клозером. Размышляющий и нежный номер, он рассказывает о жизненных трудностях Рей. На песню «Times Like These» было снято музыкальное видео, режиссёром которого стал Итан Джеймс Грин, представляющее собой закулисный монтаж танцевального выступления. Рей представила песню вживую во время мероприятия по прослушиванию альбома в Нью-Йорке. Песня получила высокую оценку критиков и положительные отзывы.

## Предыстория
В апреле 2025 года Рей объявила, что её дебютный студийный альбом выйдет 6 июня во время её неожиданного появления во время сета Arca на фестивале Коачелла 2025, а затем раскрыла название альбома и его обложку в конце месяца. В мае треки альбома были представлены на рекламных щитах в разных городах, а 21 мая Рей официально объявила трек-лист, поместив «Times Like These» в качестве десятой песни проекта. 4 июня она объявила, что одновременно с релизом альбома будет опубликовано музыкальное видео на «Times Like These». На следующий день она представила песню на бис на эксклюзивном прослушивании альбома в нью-йоркском клубе The Box. Кристен Виснески из Billboard отметила, что это был «идеальный» способ завершить сетлист, погрузив фанатов в «задумчивое настроение».

## Композиция
Песня «Times Like These» была написана Эддисон Рэй, Эльвирой Андерфьерд и Лукой Клозером, причём двое последних занимались продюсированием, программированием и инжинирингом трека. Её текст был описан как «интроспективный», «заунывный», «жалобный» и «затрагивающий», окружённый «мечтательным», «знойным», «мягко эйфоричным» и «медитативным» трип-хопом. «Нежный» и «эмоциональный» трек, рассказывающий о ежедневных трудностях в жизни Рей. Его звуковой ландшафт сравнивали с музыкой 1990-х годов, особенно с Ray of Light Мадонны (1998).

## Отзывы
Джеймс Грейг из Dazed назвал песню «такой мечтательной, знойной и нежно-эйфоричной», похвалив Рей за то, что она сохранила «характерный звук», вдохновляясь творчеством Мадонны 1990-х годов, All Saints и «атмосферой саундтрека к фильму „Пляж“ в стиле балеарской музыки». Журналы Billboard и The Fader сравнили «Times Like These» с «In the Rain», причем первый назвал «Times Like These» ее «более злой сестрой», а второй назвал их «легкими, незатейливыми, созданными для того, чтобы просто поднять настроение». Майя Георги из Rolling Stone также сравнила две «R&B-насыщенные» композиции, которые «постепенно усиливают фантастическое ощущение от альбома с помощью басовых партий, которые отчаянно хотят звучать еще громче», как и Карсон Млинарик из Nylon, который отметил, что даже более медленные моменты альбома «отказываются опускаться до уровня баллад». Маркус Адетола охарактеризовал звуковой ландшафт «Times Like These» как «одновременно ностальгический и устремленный будущее», который «отражает эмоциональное состояние текста», добавив, что он «угрюмый, но не депрессивный, танцевальный, но не эскапистский».
Джизель Либби из Ones to Watch назвала эту песню «интроспективным шедевром», написав, что «в типичном для Эддисон стиле эта путаница ни разу не воспринимается как неудача, а лишь как вдохновение, рожденное принятием». Эта песня кажется настоящим началом путешествия Эддисон, шагом в неизвестность, полной готовности принять". Сэм Франзини из Clash описал ее как «трогательную композицию о быстротечной славе» и «поп-песню, гладкую как всегда, наполненную маленькими, умными моментами, такими как мелодия в стиле Radiohead, с которой начинается [трек]». Александр Муни из Slant Magazine похвалил песню за ее интроспективные тексты в сочетании с «насыщенными, бурными ритмами», отметив, что, несмотря на темы перегрузки, «тенор Рей непоколебимо праздничен». Хотя Пол Эллиотт из Screen Rant дал песне положительную оценку, поместив ее на третье место в списке лучших песен Addison, он высказал мнение, что треку пошло бы на пользу участие приглашенного исполнителя. На более мягкой ноте Крейг Дженкинс из Vulture был не в восторге от завершающей припевной линии песни, предположив, что ей «не помешает больше времени в духовке», а Брук ЛаМантия из The Cut сказала, что ей понадобится больше времени, чтобы оценить этот трек.

## Музыкальное видео
Клип на песню «Times Like These» был выпущен 6 июня 2025 года, его режиссером выступил фотограф и режиссер Итан Джеймс Грин, что стало его режиссерским дебютом в музыке. Клип построен как закулисный монтаж, завершающийся танцевальным выступлением. Во время видео она наносит косметику Armani Beauty; Челси Пенг из Nylon отметила, что фиолетовые румяна на ее щеках скорее «редакционные», чем розовые. По словам Эллиотта, видео «помогает оживить текст песни», а Адетола заметил, что в клипе «Times Like These» использована обратная цветовая прогрессия, чем в клипе «Diet Pepsi» (2024).

## Живые выступления
Рей впервые исполнила песню на родственных площадках The Box в Нью-Йорке и Лондоне во время специальных живых выступлений, посвященных выпуску ее дебютного альбома 5 и 10 июня 2025 года соответственно.

## Участники записи
По данным сервиса Tidal.
- Эддисон Рей — вокал, автор
- Эльвира Андерфьерд — фоновый вокал, клавишные, программирование, продюсирование, звукоинженер
- Luka Kloser — фоновый вокал, клавишные, автор, продюсирование, программирование, звукоинженер
- Сербан Генеа — сведение
- Bryce Bordone — ассистент и звукоинженер микширования
- Рэнди Меррилл — мастеринг

## Чарты
| Чарт (2025)           | Высшая позиция |
| --------------------- | -------------- |
| Новая Зеландия (RMNZ) | 7              |